# Navia
Navia (произносится Навиа́) — первый полностью автоматический электромобиль, производство которого начинается французской компанией INDUCT из города Круасси-сюр-Сэн.
Электромобиль способен перемещаться по дорогам общего пользования в полностью автономном режиме, то есть без водителя. По уверению производителя, электромобиль способен перевозить до восьми пассажиров и перемещаться со скоростью до 20 км/ч.
При ориентировании в пространстве Navia не нуждается в GPS — он использует собственную систему навигации и четыре сканера LIDAR. Сканируя окружающее пространство в радиусе 200 метров, он самостоятельно выстраивает маршрут, реагируя на ситуацию, а при низком заряде батареи способен самостоятельно найти электрическую розетку. Учитывая экологичность электромобиля, его планируется использовать в университетских кампусах, аэропортах, стадионах и тому подобных местах, а также в пешеходных зонах городов.
В 2013 г. Navia уже тестировался и в реальных городских условиях — он успешно перемещался по улицам в Сингапуре и во французском Лионе.
Стоимость электромобиля должна составить около 170 тысяч евро (250 тысяч долларов США), что на 40 % ниже стоимости эксплуатации подобного транспортного средства с водителем. Navia получила сертификацию для перемещения по городским улицам.